# Феър Трейд Сървисис
Феър Трейд Сървисис е американска звукозаписна компания с централа в Нашвил, Тенеси.
Продуцира предимно групи, свирещи съвременна християнска музика. Разпространява се от Sony Entertainment и е собственост на Integrity Media от 2002 г.

## Настоящи изпълнители
- 33Miles
- Addison Road
- Ashes Remain
- The Afters
- Тод Агню
- Blindside
- Caedmon's Call
- Catalyst Music Project
- Chasen
- Дарлийн Зек
- Decyfer Down
- Джони Диас
- Disciple
- Майк Ферис
- The Fray (Epic Records/ INO Records)
- Сара Груувс
- MercyMe
- Барт Милърд
- P.O.D. (Columbia Records/INO Records)
- Phillips, Craig and Dean
- Skillet
- Stellar Kart
- Лаура Стори
- VOTA
- Дерек Уеб
- Джой Уитлок
- Фил Уикъм
- Хедър Уилиямс

## Бивши изпълнители
- 4Him
- Building 429
- Connersvine
- Echoing Angels
- Flyleaf
- Jonas Brothers
- Марк Харис
- Ник Джонас
- Sandi Patty
- Fee
- Крис Райс
- Petra
- The Rock N Roll Worship Circus
- SONICFLOOd
- Ten Shekel Shirt
- Сиси Уинънс
- Кара Уилямсън
- Антъни Евънс

|  | Тази страница частично или изцяло представлява превод на страницата INO Records в Уикипедия на английски. Оригиналният текст, както и този превод, са защитени от Лиценза „Криейтив Комънс – Признание – Споделяне на споделеното“, а за съдържание, създадено преди юни 2009 година – от Лиценза за свободна документация на ГНУ. Прегледайте историята на редакциите на оригиналната страница, както и на преводната страница, за да видите списъка на съавторите. ВАЖНО: Този шаблон се отнася единствено до авторските права върху съдържанието на статията. Добавянето му не отменя изискването да се посочват конкретни източници на твърденията, които да бъдат благонадеждни. |